# 佛經目錄
佛經目錄又稱佛教目錄、佛教經錄，指佛教典籍的目錄。古代命名為「眾經錄、內典錄、釋教錄、法寶錄」，用來記載佛典的名稱、卷帙、譯撰者、撰述或翻譯年代、異譯別行本、別生經（摘撮抄經別出）、存佚等事項。由於佛教逐漸從印度、中亞傳至東亞，產生大量的佛教譯經和撰述典籍，為此有必要建立「佛經目錄」，以達到綱紀經典，剖析源流，辨別異同，考訂真偽的目的。
東晉沙門道安編撰《綜理眾經目錄》，由於明確佛經目錄的體例規範，因此成為後世中國佛教經錄的奠基者。現存最古的完整佛經目錄《出三藏記集》，是以《道安錄》為藍本參照群錄增補而成。唐朝時，崇福寺僧智昇撰《開元釋教錄》，其「入藏錄」成為歷代編纂漢譯大藏經的參考依據。

## 佛教目錄

### 漢譯大藏經

#### 東晉中葉以前
東晉中葉以前的佛教經錄，由於時代和地域侷限，所收佛典不全面，體例亦不完備，對後代經錄影響有限。這段時期的經錄全都亡佚，列舉如下：
- 《古錄》：出三藏記集徵引。歷代三寶紀稱似是秦始皇時釋利防來經目錄。
- 《舊錄》：出三藏記集徵引。歷代三寶紀稱似是劉向校書所見經錄。
- 《後漢錄》（漢時佛經目錄）：歷代三寶紀徵引，該書稱似是迦葉摩騰譯四十二章經時所撰錄。
- 《朱士行漢錄》：歷代三寶紀徵引，該書稱似是魏時沙門朱士行於洛陽講道所撰錄。
- 《竺法護錄》、《聶道真錄》：歷代三寶紀徵引。西晉沙門竺法護及其助手聶道真譯經所撰錄。
- 《支敏度錄》：歷代三寶紀徵引。晉成帝時沙門支敏度為校群經撰錄。
- 《趙錄》：歷代三寶紀徵引。歷代三寶紀稱似是前趙、後趙時經錄。

當代佛教目錄學者認為所謂古錄、舊錄、後漢錄、朱士行漢錄均作於晉宋南北朝，不是秦漢、三國時期的經錄。並且古錄、舊錄未必指某部特定經錄，可能只是指僧祐以前的古代經錄、舊經錄。

#### 東晉中葉以後
東晉中葉以後的佛教經錄，首推道安所著的《綜理眾經目錄》，收錄東漢至東晉孝武帝寧康二年（374）約二百年間的漢譯佛典及經注。古經錄只列經名，自道安時才記錄其品類、年代。本經錄的體例對後世經錄撰作有重要影響，現存最古的佛教完整經錄《出三藏記集》，是以《道安錄》為藍本再參照群錄增補。
梁武帝蕭衍於天監十四年（515）在華林園佛殿總集佛教經典，命沙門僧紹撰《眾經目錄》4卷；十七年（518）又命寶唱改定，共1433種，3741卷。這是佛教經典在中國集為大藏經的首次記錄。
南北朝時期，由於佛經譯事活躍，寫經、抄經和造經盛行，各種佛教文本繼踵而至，佛教經錄十分發達，先後出現了十多種。不過，除梁寶唱、北魏李廓、北齊法上三家《眾經目錄》亡佚于中唐以外，其他各家大多在隋初就亡佚了。今存佛經目錄，以梁僧祐《出三藏記集》十五卷和佚名的《眾經別錄》二卷為最早。
隋初費長房編修《歷代三寶紀》時，依後漢錄、朱士行錄、道祖錄、始興錄等偽錄，把大量的失譯佛典配至安世高、法炬等前代譯師名下。不過，據《出三藏記集》記載，這些佛典事實上是不載譯者的失譯佛典。後世大唐內典錄、開元釋教錄等雖略加刪訂，大體仍沿用《歷代三寶紀》的紀錄，造成後世經錄對「初期佛經傳譯」的記載失實紛亂。中國早期佛教經典的傳譯記載，仍要以《出三藏記集》較為可信。
唐開元十八年（730）智昇撰《開元釋教錄》。分為「總括群經錄」（按朝代紀錄）與「別分乘藏錄」（按類型紀錄），並首次將中國撰述正式入藏。最後兩卷的「入藏錄」（有譯有本錄），收錄1076種，共5048卷的佛典，從此定下《大藏經》的內容與排序。後世藏經組織以本經錄作為參照，先大分為經、律、論三藏及三藏外之聖賢撰集，三藏又區別大小乘經律論，大乘經按「般若、寶積、大集、華嚴、涅槃、五大部外」排列，聖賢撰集分為西土和此方。
智昇又把開元目錄的「入藏錄」以千字文編號，預防混雜，編定「開元釋教錄略出」四卷。玄逸更詳細著錄出「入藏錄」的子目，編定《開元釋教錄廣品歷章》三十卷。
宋太平興國七年（982）重啟佛經翻譯的譯場。《大中祥符法寶錄》收錄從太平興國七年至大中祥符四年，這二十九年期間新譯出的佛典。《景祐新修法寶錄》追加由大中祥符四年至景祐四年，這二十七年間的新譯佛典。 《至元法寶勘同總錄》是元版弘法藏的目錄，對勘漢文佛典和藏文佛典並附有梵名。
《大正新脩大藏經》的《法寶總目錄》收錄歷代各版漢譯大藏經和一切經寫本的目錄。
| 名稱                                  | 編纂者            | 年代                     | 收書數量                                          | 備註   | 存佚   |
| ------------------------------------- | ----------------- | ------------------------ | ------------------------------------------------- | ------ | ------ |
| 綜理眾經目錄 （道安錄、安錄）         | 道安              | 東晉孝武帝寧康二年(374)  | 639種、886卷                                      | [ 4 ]  | 【佚】 |
| 眾經別錄 （敦煌遺書P3747, S2872）     | n/a               | 南北朝                   | 1089種、2596卷                                    | [ 9 ]  | 【殘】 |
| 出三藏記集 （僧祐錄、祐錄）           | 僧祐              | 南梁天監年間             | 2162種、4328卷                                    | [ 4 ]  |        |
| 元魏眾經目錄 （李廓錄）               | 李廓              | 北魏永平年間             | 427種、2053卷                                     | [ 10 ] | 【佚】 |
| 梁代眾經目錄 （寶唱錄）               | 寶唱              | 南梁天監十七年（518）    | 1433種、3741卷                                    | [ 11 ] | 【佚】 |
| 高齊眾經目錄 （法上錄、達摩鬱多羅錄） | 法上              | 北齊武平年間             | 787種、2334卷                                     | [ 12 ] | 【佚】 |
| 隋眾經目錄 （法經錄）                 | 法經              | 隋開皇十四年（594）      | 2257種、5310卷                                    | [ 13 ] |        |
| 歷代三寶紀 （長房錄）                 | 費長房            | 隋開皇十七年（597）      | 2174種、6237卷（歷代錄） 1076種、2325卷（入藏錄） | [ 14 ] |        |
| 隋眾經目錄 （彥琮錄）                 | 彥琮              | 隋仁壽二年（602）        | 2109種、5058卷（歷代錄） 688種、2533卷（入藏錄）  | [ 15 ] |        |
| 大唐內典錄 （內典錄、道宣錄）         | 道宣              | 唐麟德元年（664）        | 2487種、8476卷（歷代錄） 801種、3361卷（入藏錄）  | [ 16 ] |        |
| 唐眾經目錄 （靜泰錄）                 | 靜泰              | 唐麟德二年(665)          | 2219種、6994卷（歷代錄） 819種、4086卷（入藏錄）  | [ 17 ] |        |
| 古今譯經圖記 （靖邁錄）               | 靖邁              | 唐高宗                   | 古今一百一十七人所譯經論                          | [ 18 ] |        |
| 大周刊定眾經目錄 （武周錄）           | 明佺              | 武周天冊萬歲元年（695）  | 3616種、8641卷（歷代錄） 874種、4253卷（入藏錄）  | [ 19 ] |        |
| 續古今譯經圖紀                        | 智昇              | 唐開元十八年(730)        | 增補唐朝二十一人所譯經論                          | [ 18 ] |        |
| 開元釋教錄 （開元錄）                 | 智昇              | 唐開元十八年（730）      | 2278種、7046卷（歷代錄） 1076種、5048卷（入藏錄） | [ 20 ] |        |
| 開元釋教錄廣品歷章 （廣品歷章）       | 玄逸              | 唐玄宗                   | 1080種、5000多卷左右                              | [ 8 ]  | 【殘】 |
| 貞元續開元釋教錄 （續開元錄）         | 圓照              | 唐貞元十年（794）        | 165種、343卷                                      | [ 21 ] |        |
| 貞元新定釋教目錄 （貞元錄）           | 圓照              | 唐貞元十六年（800）      | 1258種、5390卷（入藏錄）                          | [ 22 ] |        |
| 保大乙巳歲續貞元釋教錄 （續貞元錄）   | 恆安              | 南唐保大三年（945）      | 137種、343卷                                      | [ 22 ] |        |
| 大中祥符法寶錄 （祥符錄）             | 楊億              | 北宋大中祥符六年（1013） | 220種、413卷（宋朝新譯經）                        | [ 8 ]  | 【殘】 |
| 天聖釋教錄 （天聖錄）                 | 惟淨              | 北宋天聖五年（1027）     | 1496種、6208卷（入藏錄）                          | [ 23 ] | 【殘】 |
| 景祐新修法寶錄 （景祐錄）             | 呂夷簡            | 北宋景祐三年（1036）     | 21種、161卷（宋朝新譯經）                         | [ 8 ]  | 【殘】 |
| 至元法寶勘同總錄 （至元錄）           | 慶吉祥            | 元至元二十六年（1289）   | 1603種、7180卷（雕版大藏經目錄）                  | [ 22 ] |        |
| 大明三藏聖教目錄 （永樂北藏目錄）     | 一庵一如 棲岩慧進 | 明朝永樂、正統年間       | 1621種、6361卷（雕版大藏經目錄）                  |        |        |
| 大清三藏聖教目錄 （清藏目錄）         | 允祿、弘晝 超聖   | 清朝雍正、乾隆年間       | 1669種、7168卷（雕版大藏經目錄）                  |        |        |

#### 題解
| 名稱             | 編纂者            | 年代                                    | 範圍           | 備註   |
| ---------------- | ----------------- | --------------------------------------- | -------------- | ------ |
| 大藏經綱目指要錄 | 惟白              | 北宋徽宗崇寧三年(1104)                  | 1059種、5009卷 | [ 22 ] |
| 大藏聖教法寶標目 | 王古 管主八(續編) | 北宋徽宗崇寧四年(1105) 元大德十年(1306) | 1397種、5764卷 | [ 22 ] |
| 大明釋教彙目義門 | 寂曉              | 明神宗萬曆四十七年(1619)                | 1801種、8189卷 | [ 22 ] |
| 閱藏知津         | 智旭              | 清世祖順治十一年(1654)                  | 1725種、7996卷 | [ 22 ] |

### 西藏大藏經
公元8、9世紀，為免譯經重複，寧瑪派譯師嘎哇貝寨（སྐ་བ་དཔལ་བརྩེགས，ska ba dpal brtsegs）等人奉吐蕃國王之命，編纂目錄。依設在桑耶寺和王宮附近的三座譯場，編纂出三本目錄：
- 旁塘無柱寺（འཕང་ཐང་ཀ་མེད་ཀྱི་གཙུག་ལག་ཁང་།）的〈旁塘目錄〉
- 東塘丹噶宮（སྟོང་ཐང་ལྡན་དཀར་གྱི་ཕྟོ་བྲང་།）的〈丹噶目錄〉
- 桑耶欽浦宮（བསམ་ཡས་མཆྱིམས་བུ།）的〈欽浦目錄〉

以前學術界認為僅《丹噶目錄》（ldan dkar ma）存世，而《旁塘目錄》（'Phang thang ma）和《欽浦目錄》（mChims phu ma）已佚失。不過，在2008年發現《旁塘目錄》未有佚失，保存在西藏博物館。
在公元 14 世紀以前，薩迦派僧人札巴堅贊（1147-1216）和八思巴（1235-80）都曾編訂過密續（Tantra）的目錄。
13世紀末、14世紀初，納塘寺噶當派僧迥丹熱智（或譯：世尊智劍，bCom ldan ral gri, 1227-1305）編輯甘珠爾（བཀའ་འགྱུར）、丹珠爾（བསྟན་འགྱུར）、及密續目錄。該寺僧人於14 世紀初完成《舊納塘甘珠爾》寫本。
1323-1347年，在蔡巴地區(拉萨蔡公堂等地)萬戶長貢噶多傑（Tshal pa Kun dga' rdo rje, 1309-64）的贊助下，蔡巴噶舉派完成《蔡巴甘珠爾》的編訂。1410年的《永樂版甘珠爾》是第一部刻版印刷的甘珠爾，以《蔡巴甘珠爾》為底本。故宮所藏寫本《龍藏經》包含的《善逝寶經廣示日光目錄》，可能即是《蔡巴甘珠爾目錄》的一種。
薩迦派布敦法王（1290-1364）於1322年著《善逝教法史》（bu ston chos 'byung），內容包括佛教的源流與藏傳大藏經的目錄。在1335年時，編成《夏魯丹珠爾》（Zhwa lu bstan 'gyur），按《舊納塘丹珠爾》修訂而成，是目前尚在丹珠爾傳本的藍本。
西藏僧人的著作不在西藏大藏經內，而是集為各自的「文集」，叫松繃（Gsung-'bum）。寧瑪派、噶舉派、薩迦派、格魯派與苯教的上師都有文集，總數超過三百家。

### 宗派目錄
宗派目錄收錄華嚴宗、天台宗、律宗、密宗、禪宗等各宗派僧人的著作。
僧人從外國求法請回來的經律論章疏目錄叫「請來目錄」，例如玄奘在《大唐西域記》自述從印度攜回經論，凡五百二十夾，總六百五十七種。含括大乘佛教、上座部、大眾部、正量部、化地部、飲光部、法藏部、說一切有部等各派經律論。
日本僧人為求佛法而渡海入唐者頗多。廣為人知者，如入唐八家「叡山最澄、東寺空海、小栗栖常曉、靈巖寺圓行、叡山圓仁、安祥寺惠運、叡山圓珍、禪林寺宗叡」。所著作的求法目錄，稱為八家請來錄。以這些請來目錄為基礎兼收日本僧人著作，形成後來在日本編成的各宗派章疏目錄。
朝鮮僧人義天在宋朝參訪天台、華嚴宗門求法。義天回高麗國後，將各宗派章疏、論著編為《新編諸宗教藏總錄》。
另外，晚明開雕的私版大藏經《嘉興藏》，其續編（「續藏」及「又續藏」）收錄不少「藏外佛典」。所收書大部份是中國佛教著述，有義疏、各宗著述、懺儀、語錄、護教等，含括天台、賢首、慈恩、禪、律、淨各宗，大多出自明清二代。《法寶總目錄》所載〈藏版經直畫一目錄〉是《嘉興正、續編》的書目。
| 名稱                                      | 編纂者     | 年代                                    | 範圍 | 備註   |
| ----------------------------------------- | ---------- | --------------------------------------- | --- | ------ |
| 傳教大師將來台州錄                        | 最澄       | 日本延曆24年（805）                     | 天台宗教典，128種、345卷 | [ 31 ] |
| 傳教大師將來越州錄                        | 最澄       | 日本延曆24年（805）                     | 密宗教典，105種、115卷 | [ 31 ] |
| 御請來目錄                                | 空海       | 日本大同元年（806）                     | 密宗教典 |        |
| 智證大師請來目錄 日本比丘圓珍入唐求法目錄 | 圓珍       | 日本仁壽三年（853） 日本天安元年（858） | 各宗教典 |        |
| 諸阿闍梨真言密教部類總錄                  | 安然       | 日本元慶九年（885）                     | 密宗教典 |        |
| 東域傳燈目錄                              | 永超       | 日本寬治八年（1094）                    | 顯教各宗教典，1561種 | [ 32 ] |
| 新編諸宗教藏總錄                          | 義天       | 高麗宣宗七年（1090）                    | 各宗教典，977種 | [ 32 ] |
| 藏版經直畫一目錄 （嘉興藏目錄）           | 楞嚴寺經坊 | 明末清初                                | 續編收各宗教典，505種 | [ 30 ] |
| 諸宗章疏錄                                | 謙順       | 日本寬政二年（1790年）                  | 東大寺圓超《華嚴宗章疏並因明錄》 延曆寺玄日《天台宗章疏》 元興寺安遠《三論宗章疏》 東大寺平祚《法相宗章疏》 藥師寺榮穩《律宗章疏》 | [ 32 ] |

## 官府私人圖書目錄列表
| 書名            | 編纂者 | 分類                      | 數量                          | 備註   | 存佚   |
| --------------- | ------ | ------------------------- | ----------------------------- | ------ | ------ |
| 七錄            | 阮孝緒 | 佛法錄                    | 2410種、5400卷                | [ 34 ] | 【佚】 |
| 隋書·經籍志     | 魏徵   | 佛經(附於四部之末)        | 1950種、6198卷(不錄經目)      | [ 36 ] |        |
| 崇文總目        | 王堯臣 | 釋書類                    | 138種、627卷                  |        |        |
| 郡齋讀書志      | 晁公武 | 釋書類                    | 52種                          |        |        |
| 通志·藝文略     | 鄭樵   | 釋家類                    | 344種                         | [ 38 ] |        |
| 文獻通考·經籍考 | 馬端臨 | 子·釋氏                   | 85種                          |        |        |
| 宋史·藝文志     | 脫脫   | 釋氏類(附錄在子部·道家類) | 222種、949卷                  |        |        |
| 四庫全書總目    | 纪昀   | 子部·釋家類               | 13種、312卷 12種、117卷(存目) | [ 39 ] |        |

## 當代佛教目錄學著作列表
- 南條文雄《日本真宗南條文雄譯補大明三藏聖教目錄》（1883）
- 中野達慧等，《卍續藏目錄》（1912, 1989）
- 赤沼智善，《漢巴四部四阿含互照錄》（1929）
- 高楠順次郎等《昭和法寶總目錄》（1929, 1973）
- 高楠順次郎等《大正新修大藏經總目錄》（1934, 1975）
- 宇井伯壽等《西藏大藏經總目錄附索引》（1934）
- 翟林奈（Lionel Giles）《大英博物館藏敦煌漢文寫本注記目錄》（1957）
- 拉露（Marcelle Lalou）《法國國家圖書館所藏敦煌藏文寫本注記目錄》（1961）
- 路易·德·拉·瓦萊-普桑（Louis de La Vallèe-Poussin）《印度事務部圖書館藏敦煌藏文寫本手卷目錄》（1962）
- 陳垣《中國佛教典籍概論》（1962）
- 水野弘元等，《佛典解題事典》（1977）
- 會性，《大藏會閱》（1978）
- 呂澂《新編漢文大藏經目錄》（1981）
- 蔡運辰《二十五種藏經目錄考釋》（1983）
- 小川貫弌等；藍吉富主編，《大藏經的成立與變遷: 大正大藏經解題》（1984）
- 高楠順次郎等；藍吉富主編，《南傳大藏經解題》（1984）
- 布達拉宮文保所，《布達拉宮典籍目錄》（1990）
- 陳士強《佛典精解》（1992）
- 元亨寺漢譯南傳大藏經編譯委員會《漢譯南傳大藏經目錄》（1998）
- 敦煌研究院《敦煌遺書總目索引新編》（2000）
- 中國佛教協會《房山石經: 目录索引》（2000）
- 中華佛學研究所《緬甸聖典寫本簡明目錄 （页面存档备份，存于） 》（2001）[40]
- 法國遠東學院《Catalogue des Manuscrits chinois de Touen-houang》（法國敦煌漢文寫本目錄）（2001）
- 大蔵出版編集部《南伝大蔵経総目録：パーリ原典対照》（2004）
- 陳士強，《大藏經總目提要·經藏》，上海古籍出版社（2007）
- 徐麗華，《藏文《旁塘目錄》研究》，民族出版社（2013）
- 何梅《歷代漢文大藏經目錄新考》（2014）
- 陳士強，《大藏經總目提要·律藏》，上海古籍出版社（2015）
- 方廣錩等《中國國家圖書館藏敦煌遺書總目錄》（2018）
- 陳士強，《大藏經總目提要·論藏》，上海古籍出版社（2019）

## 外部連結
- 佛教藏經目錄數位資料庫 （页面存档备份，存于）
- 佛經目錄規範資料庫 （页面存档备份，存于）
- 刊本大藏經之入藏問題初探 （页面存档备份，存于）
- 佛典別生經考察：以唐代及其之前的佛典目錄為範圍 （页面存档备份，存于）
- 從語言角度鑑別早期可疑佛經的方法和步驟 （页面存档备份，存于）